# 한밭여자중학교
한밭여자중학교(한밭女子中學校)는 대한민국 대전광역시 동구 대동에 있는 공립 중학교이다.

## 학교 연혁
- 1954년 10월 15일 : 개교
- 1955년 4월 22일 : 학급증설로 인하여 18학급 인가
- 1968년 11월 5일 : 본관 3층 제6차 공사 완공 (교실 24, 특별실 6, 사무실 3 계 33실)
- 1970년 10월 5일 : 체육관 준공
- 1978년 1월 6일 : 본관 2교실 증축(4층)
- 1982년 11월 5일 : 도지정 기본생활습관 시범학교 운영 발표
- 1984년 3월 1일 : 학급증설로 인하여 48학급 인가
- 1999년 3월 1일 : 교육부지정 독서교육 연구학교 지정
- 1999년 10월 5일 : 본관 신축교사 준공식
- 2020년 9월 1일 : 제24대 김희정 교장 취임
- 2023년 1월 6일 : 제67회 졸업식(5학급 126명) 총 28,030명
- 2023년 3월 2일 : 신입생 112명 입학(4학급)

## 참고 자료
- 한밭여자중학교 - 한국교육학술정보원 학교알리미